# Last Days of Los Angeles
Pour les articles homonymes, voir Battle of Los Angeles (homonymie).
Pour plus de détails, voir Fiche technique et Distribution.
Last Days of Los Angeles (Battle of Los Angeles) est un téléfilm américain de science-fiction réalisé par Mark Atkins, distribué par The Asylum et diffusé le 12 mars 2011 sur Syfy. C'est un mockbuster du film World Invasion: Battle Los Angeles de Jonathan Liebesman.

## Synopsis
En février 1942, des objets volants non identifiés ouvrent le feu au-dessus de Los Angeles. L'armée américaine riposte et les ovnis s'en vont. Sept décennies plus tard, les envahisseurs reviennent.

## Fiche technique
- Titre original : Battle of Los Angeles
- Titre français : Last Days of Los Angeles
- Réalisation, scénario, photographie et montage : Mark Atkins
- Costumes : Sarah Schultz
- Société(s) de distribution : The Asylum
- Pays d’origine :  États-Unis
- Langue originale : anglais
- Genre : Science-fiction
- Durée : 91 minutes
- Sortie : 2011

## Distribution
- Nia Peeples : Capitaine Karla Smaith
- Kel Mitchell : Lieutenant Tyler Laughlin
- Dylan Vox (de) : Capitaine Pete Rodgers
- Theresa June-Tao : Lieutenant Solano
- Gerald Webb : Lieutenant Jeffery Newman
- Edward DeRuiter : Capitaine Arnstead
- Darin Cooper : Capitaine Hadron
- Michele Boyd : Hendricks
- Tim Abell : Colonel Macon
- Scot Nery : Kaor
- Stephen Blackehart : Lieutenant Kirkman

## Accueil
Le téléfilm a été vu par 2,18 millions de téléspectateurs lors de sa première diffusion.